# Wysieka
Wysieka (deutsch Schonklitten) ist ein Ort in der polnischen Woiwodschaft Ermland-Masuren. Er gehört zur Gmina Bartoszyce (Landgemeinde Bartenstein) im Powiat Bartoszycki (Kreis Bartenstein (Ostpr.)).

## Geographische Lage
Wysieka liegt in der nördlichen Mitte de Woiwodschaft Ermland-Masuren, elf Kilometer südöstlich der heute auf russischem Staatsgebiet gelegenen früheren Kreisstadt Preußisch Eylau (russisch Bagrationowsk) bzw. sechs Kilometer nordwestlich der heutigen Kreismetropole Bartoszyce (Bartenstein).

## Geschichte
Das Gründungsjahr von Sunclitten liegt in der mittleren Ordenszeit. Der kleine Gutsort hieß nach 1414 Sunkliten, nach 1437 Sunklitten, nach 1520 Schaunklitten und erst nach 1785 Schonklitten.
Am 13. Dezember 1873 wurde das Vorwerk Schonklitten als eigenständiger Gutsbezirk Schonklitten aus dem Gutsbezirk Paulienen (polnisch Pawłówka) herausgelöst. Als 1874 im ostpreußischen Kreis Preußisch Eylau der Amtsbezirk Beisleiden (polnisch Bezledy) gebildet wurde, wurde Schonklitten eingegliedert. Die Zahl der Einwohner Schonklittens belief sich im Jahre 1910 auf 34.
Am 9. Mai 1922 wurde der Gutsbezirk Schonklitten aus dem Amtsbezirk Beisleiden in den Amtsbezirk Borken (polnisch Borki) umgegliedert. Am 30. September 1928 verlor der Ort seine Eigenständigkeit, als er in das Dorf Borken eingemeindet wurde.
Im Zusammenhang der Überstellung des gesamten südlichen Ostpreußen 1945 in Kriegsfolge an Polen erhielt Schonklitten die polnische Namensform „Wysieka“. Heute ist die Siedlung ein Teil der Landgemeinde Bartoszyce (Bartenstein) im Powiat Bartoszycki (Kreis Bartenstein (Ostpr.)), von 1975 bis 1998 der Woiwodschaft Olsztyn, seither der Woiwodschaft Ermland-Masuren zugehörig.

## Kirche
Bis 1945 war Schonklitten in die Evangelische Kirche Borken (Ostpreußen)  (polnisch Borki) (polnisch Borki) in der Kirchenprovinz Ostpreußen der Kirche der Altpreußischen Union, außerdem in die römisch-katholische Kirche Landsberg (polnisch Górowo Iławeckie) im damaligen Bistum Ermland eingepfarrt. Heute gehört Wysieka zur evangelischen Kirchengemeinde in Bartoszyce, einer Filialgemeinde der Johanneskirche in Kętrzyn (Rastenburg) in der Diözese Masuren der Evangelisch-Augsburgischen Kirche in Polen sowie zur katholischen Kirche in Wojciechy (Albrechtsdorf) im jetzigen Erzbistum Ermland.

## Verkehr
Wysieka liegt ein wenig abseits vom Verkehrsgeschehen, ist aber über die Straßen aus den Nachbardörfern Markiny (Markienen), Wola (Groß Wolla, 1938 bis 1945 Großwallhof) bzw. Wólka (Klein Wolla, 1938 bis 1945 Kleinwallhof) zu erreichen.